# الحرب التركية الفرنسية
الحرب التركية الفرنسية، تعرف أيضًا بحملة قيليقيا (بالفرنسية: La campagne de Cilicie)‏ في فرنسا والجبهة الجنوبية (بالتركية: Güney Cephesi)‏ لحرب الاستقلال في تركيا، كانت سلسلة من النزاعات التي خاضتها فرنسا (القوات الاستعمارية الفرنسية والفيلق الفرنسي الأرمني) والحكومة التركية المؤقتة (القوات الوطنية التركية) في الفترة ما بين مايو 1920 وأكتوبر 1921 في أعقاب الحرب العالمية الأولى. ويعزى تنامي الاهتمام الفرنسي إلى اتفاقية سايكس بيكو والاتفاقية الفرنسية الأرمنية (1916) التي أدت إلى إنشاء القوات الأرمنية تحت قيادة الجيش الفرنسي.